# Gaande leeuw

Wapen van Wisch

De gaande leeuw of luipaard (Duits: schreitender Löwe; Engels: lion passant; Frans: lion léopardé) is een van de tientallen verschillende wijzen waarop in de heraldiek leeuwen worden afgebeeld.
Hij heeft drie poten op de grond en één poot opgeheven. Zonder verdere aanduiding loopt de leeuw naar rechts (heraldisch). We zien hem in het wapen van de Welfen, in de keten van de Koninklijke Orde van de Welfen, de wapens van Denemarken en Engeland en de provincie Friesland, de gemeentewapens van Aalburg, Kerkwijk, Noord-Holland, Oude IJsselstreek, Overasselt, Wisch en Zutphen terug.
Leeuwen hebben in de heraldiek doorgaans de staart omhoog. Wanneer een leeuw de staart naar beneden en tussen de poten heeft, heet hij in de heraldiek een laffe leeuw.